# Bjärlången
Bjärlången är en sjö i Hässleholms kommun i Skåne och ingår i Helge ås huvudavrinningsområde. Sjön är 4 meter djup, har en yta på 0,293 kvadratkilometer och är belägen 72,4 meter över havet. Sjön avvattnas av vattendraget Fredskogsån. Vid provfiske har bland annat abborre, braxen, gädda och gös fångats i sjön.

## Delavrinningsområde
Bjärlången ingår i det delavrinningsområde (623851-137437) som SMHI kallar för Mynnar i Farstorpsån. Medelhöjden är 88 meter över havet och ytan är 52,01 kvadratkilometer. Det finns inga avrinningsområden uppströms utan avrinningsområdet är högsta punkten. Fredskogsån som avvattnar avrinningsområdet har biflödesordning 4, vilket innebär att vattnet flödar genom totalt 4 vattendrag innan det når havet efter 86 kilometer. Avrinningsområdet består mestadels av skog (55 procent) och jordbruk (18 procent). Avrinningsområdet har 0,85 kvadratkilometer vattenytor vilket ger det en sjöprocent på 1,6 procent. Bebyggelsen i området täcker en yta av 4,79 kvadratkilometer eller 9 procent av avrinningsområdet.

## Fisk
Vid provfiske har följande fisk fångats i sjön:
- Abborre
- Braxen
- Gädda
- Gös
- Mört
- Sarv
- Sutare